# رود سیوا
رود سیوا (انگلیسی: Siva) یک رودخانه در استان اودمورتیای کشور روسیه است.